# 4 март
4 март е 63-тият ден в годината според григорианския календар (64-ти през високосна година). Остават 302 дни до края на годината.

## Събития
- 870 г. – на   Поместен  събор в Константинопол е призната автокефалността на Българската православна църква.
- 1152 г. – Фридрих I Барбароса е избран за германски крал.
- 1238 г. – Войските на Владимирско-Суздалското княжество, водени от Юрий II, претърпяват пълно поражение от армията на Монголската империя в битката при река Сит.
- 1275 г. – Китайски астрономи наблюдават пълно слънчево затъмнение.

- 1386 г. – Владислав II е коронован за крал на Полша.
- 1519 г. – Ернан Кортес пристига в Мексико с намерение да търси цивилизацията на ацтеките и техните богатства.
- 1665 г. – Кралят на Англия Чарлз II обявява война на Нидерландия.
- 1770 г. – При най-големия пожар в Пловдив са изпепелени над 500 къщи и много обществени сгради.
- 1789 г. – В Ню Йорк е открит първият Конгрес на САЩ, който приема конституцията на страната.
- 1791 г. – Върмънт става 14-ият щат на САЩ.
- 1837 г. – Чикаго е обявен за главен град на Илинойс.
- 1848 г. – Във Франция по време на Февруарската революция е въведено всеобщо избирателно право за мъжете, навършили 21 години.
- 1849 г. – Приета е конституцията на Австрия.
- 1854 г. – Кримската война: Англия и Франция обявяват война на Русия, в подкрепа на Турция.
- 1857 г. – Англия признава независимостта на Афганистан.
- 1877 г. – Американският изобретател от немски произход Емил Берлинер създава микрофона.
- 1877 г. – В Русия излиза първият дипломиран випуск на жени лекари.
- 1882 г. – В Лондон е пуснат първият електрически трамвай.
- 1887 г. – Германският инженер и предприемач Готлиб Даймлер извършва тест на първия си автомобил.
- Цепелинът Хинденбург1894 г. – При голям пожар в Шанхай (Китай) изгарят над 1000 сгради.

- 1898 г. – Белгийският кораб Belgica, с капитан Адриан дьо Жерлаш е скован от антарктическите ледове и принудително прави първото презимуване на толкова южна ширина.
- 1901 г. – Съставено е двадесет и второто правителство на България, начело с Петко Каравелов.
- 1910 г. – Официално е основан град Албиън, окръг Уитман, щата Вашингтон, САЩ.
- 1917 г. – Николай II абдикира като цар на Русия.
- 1933 г. – Канцлерът на Австрия Енгелберт Долфус разпуска парламента и налага авторитарен режим на управление, известен като период на австрофашизъм.
- 1936 г. – В Германия е извършен първият полет на най-големия дирижабъл – Хинденбург.
- 1942 г. – Никола Вапцаров е заловен заради участие в нелегалната комунистическа партия.
- 1943 г. – Холокост: Започва депортиране на български евреи от Беломорието.
- 1944 г. – Втората световна война: В Япония е обявена всеобща мобилизация на студентите.
- 1945 г. – Принцесата на Великобритания Елизабет (по-късно кралица Елизабет II) започва служба в армията като шофьор.
- 1946 г. – Излиза първият албум на Франк Синатра.
- 1949 г. – Съветът за сигурност на ООН препоръчва на Израел да стане член на организацията.

- 1966 г. – Джон Ленън прави скандалното изявление, че „Бийтълс“ са станали по-известни от Иисус, което му навлича неприязън сред американските християни и те изгарят публично записи на групата.
- 1966 г. –  Самолет, който изпълнява полет 402 на „Кънейдиън Пасифик Еър Лайнс“ експлодира при кацане на международното летище в Токио и убива 64 души.
- 1974 г. – Открит е най-дългият мост (мостът Нитерой) в Бразилия (13 290 m), свързващ градовете Рио де Жанейро и Нитерой.
- 1975 г. – Кралица Елизабет II дава благородническа титла на актьора Чарли Чаплин.
- 1977 г. – В Свищов по време на най-унищожителното в Югоизточна Европа земетресение – Вранчанското (с магнитуд 7,4 по Скалата на Рихтер, над 1600 жертви), са разрушени 2 сгради и загиват 121 души; комунистическата власт в България запазва в тайна тази трагедия.
- 1980 г. – Робърт Мугабе става първият цветнокож премиер на Зимбабве.
- 2001 г. – B референдум гласоподавателите на Швейцария отхвърлят членство на страната в Европейския съюз.
- 2005 г. – В Ирак е убит българският рейнджър Гърди Гърдев.
- 2007 г. – В началото на денонощието се наблюдава първото от двете пълни лунни затъмнения за 2007, което е уникално с това, че е частично видимо от всеки континент по света.

## Родени
- 1394 г. – Енрике Мореплавателя, португалски принц († 1460 г.)
- 1678 г. – Антонио Вивалди, италиански композитор и свещеник († 1741 г.)
- 1827 г. – Карл Юхан Андерсон, шведски изследовател на Южна Африка († 1867 г.)
- 1832 г. – Самюъл Колман, американски художник († 1920 г.)
- 1847 г. – Карл Байер, австрийски химик и металург, син на Фридрих Байер († 1904 г.)
- 1848 г. – Карл де Бур, немски историк († 1923 г.)
- 1863 г. – Реджиналд Инъс Поукък, британски зоолог († 1947 г.)
- 1871 г. – Борис Галеркин, руски математик († 1945 г.)
- 1875 г. – Михай Кароли, унгарски политик и държавник († 1955 г.)
- 1877 г. – Александър Гедике, руски композитор († 1957 г.)
- 1877 г. – Гарет Морган, американски изобретател († 1963 г.)
- 1879 г. – Бернхард Келерман, немски писател († 1951 г.)
- 1881 г. – Тодор Александров, български революционер и лидер на ВМРО († 1924 г.)
- 1881 г. – Ричард Толман, американски физикохимик († 1948 г.)
- 1883 г. – Дамян Велчев, български политик († 1954 г.)
- 1904 г. – Иван Леков, български езиковед и славист († 1978 г.)
- 1904 г. – Йозеф Шмидт, унгарски и австрийски тенор († 1942 г.)
- 1910 г. – Ангел Балевски, български учен († 1997 г.)
- 1913 г. – Джон Гарфийлд, американски актьор († 1952 г.)
- 1916 г. – Ханс Айзенк, германски психолог († 1997 г.)
- 1917 г. – Георги Георгиев, български археолог († 1987 г.)
- 1925 г. – Пол Мориа, френски композитор и диригент († 2006 г.)
- 1928 г. – Алън Силитоу, английски поет и белетрист († 2010 г.)
- 1932 г. – Ришард Капушчински, полски журналист и писател († 2007 г.)
- 1935 г. – Бент Ларсен, датски шахматист († 2010 г.)
- 1936 г. – Джим Кларк, шотландски пилот от Формула 1 († 1968 г.)
- 1938 г. – Кито Лоренц, немски писател († 2017 г.)
- 1940 г. – Сава Хашъмов, български актьор († 2012 г.)
- 1941 г. – Ейдриън Лайн, английски режисьор
- 1943 г. – Лучио Дала, италиански поп певец, музикант и композитор († 2012 г.)
- 1944 г. – Харви Постълуайт, британски инженер († 1999 г.)
- 1947 г. – Ян Гарбарек, норвежки саксофонист и джазмен
- 1948 г. – Джеймс Елрой, американски писател
- 1948 г. – Шейкин Стивънс, британски рок певец
- 1949 г. – Сергей Багапш, абхазки агроном и политик († 2011 г.)
- 1951 г. – Кени Далглиш, шотландски футболист и треньор
- 1951 г. – Крис Риа, британски поп певец
- 1952 г. – Рон Мос, американски актьор
- 1954 г. – Франсоа Фийон, френски политик
- 1956 г. – Рафи Рафиев, български футболист
- 1958 г. – Емел Етем Тошкова, български политик
- 1958 г. – Патриша Хийтън, американска актриса и продуцент
- 1959 г. – Пламен Гетов, български футболист
- 1959 г. – Васил Симов, български футболист
- 1959 г. – Дилян Хубанов, български художник и педагог
- 1961 г. – Теодосий Спасов, български музикант
- 1963 г. – Джейсън Нюстед, американски музикант
- 1965 г. – Халед Хосейни, афганистански писател
- 1968 г. – Киркор Киркоров, български боксьор
- 1968 г. – Патси Кенсит, английска актриса
- 1969 г. – Пиерлуиджи Казираги, италиански футболист
- 1971 г. – Ясен Атанасов, български писател
- 1973 г. – Михаил Михайлов, български футболист
- 1976 г. – Кристоф Магнусон, исландско-немски писател
- 1978 г. – Любомир Божанков, български футболист
- 1983 г. – Илтер Садъков, български политик
- 1983 г. – Зоран Балдовалиев, български футболист
- 1985 г. – Скот Майкъл Фостър, американски актьор

## Починали
- 254 г. – Луций I, римски папа
- 561 г. – Пелагий I, римски папа
- 1172 г. – Ищван III, крал на Унгария и Хърватия (* 1147 г.)
- 1193 г. – Салах ад Дин (Саладин), султан на Египет (* 1137 г.)
- 1832 г. – Жан-Франсоа Шамполион, френски учен, египтолог (* 1790 г.)
- 1852 г. – Николай Гогол, руски писател (* 1809 г.)
- 1916 г. – Франц Марк, германски художник екпресионист, загинал в битката при Вердюн (* 1880 г.)
- 1922 г. – Александър Людсканов, български политик (* 1854 г.)
- 1925 г. – Рачо Хаджиев, български военен деец, полковник (* 1859 г.)
- 1935 г. – Теодор Гълъбов, български стенограф (* 1870 г.)
- 1941 г. – Лудвиг Квиде, германски пацифист, Нобелов лауреат през 1927 г. (* 1858 г.)
- 1945 г. – Цветан Генев, български футболист и треньор (* 1898 г.)
- 1948 г. – Антонен Арто, френски драматург, актьор и режисьор (* 1896 г.)
- 1950 г. – Христо Тошев, български революционер и духовник (* 1873 г.)
- 1952 г. – Чарлз Шерингтън, британски физиолог, Нобелов лауреат през 1932 г. (* 1857 г.)
- 1955 г. – Константин Константинов, български музиколог (* 1903 г.)
- 1958 г. – Смиле Войданов, български революционер и емигрантски деец (* 1872 г.)
- 1969 г. – Цветана Романска, български фолклорист и етнолог (* 1914 г.)
- 1977 г. – Андрес Кайседо, колумбийски писател (* 1951 г.)
- 1977 г. – Тома Караджиу, румънски актьор (* 1925 г.)
- 1983 г. – Стефан Илчев, български езиковед (* 1898 г.)
- 1989 г. – Михаил Люцканов, български оперен певец (* 1909 г.)
- 1996 г. – Гаврил, духовник, глава на Македонската православна църква (* 1912 г.)
- 2002 г. – Маргарете Нойман, немска поетеса и белетристка (* 1917 г.)
- 2003 г. – Джаба Йоселиани, грузински военачалник и политик (* 1926 г.)
- 2005 г. – Юрий Кравченко, украински политик (* 1951 г.)
- 2005 г. – Никола Калипари, италиански полицейски служител и разузнавач (* 1953 г.)
- 2006 г. – Роман Огаза, полски футболист (* 1952 г.)
- 2011 г. – Симон ван дер Меер, холандски физик, Нобелов лауреат през 1984 г. (* 1925 г.)
- 2019 г. – Весела Тотева, български журналист (* 1973 г.)
- 2021 г. – Роберт Баръмов, български художник (* 1966 г.)

## Празници
Православна църква - Преподобни Герасим
Честват имена Герасим, Гераско, Герчо, Геро, Герка и Гера.